# Рада селянських депутатів
Ра́да селя́нських депута́тів (рос. Совет крестьянских депутатов) — виборні населенням на певний термін колегіальні представницькі органи в період становлення радянської влади в Росії на початку XX століття.
Ініціаторами створення рад селянських депутатів та «селянських союзів» були есери. В Україні ініціаторами виступала Українська селянська спілка, котра скликала Перший Всеукраїнський селянський з'їзд.
Рада селянських депутатів обиралася в середині колективів селян окремих або декількох сільських поселень. Перші такі ради почали виникати навесні 1917 року і надалі поширилися по всій території Російської імперії. У грудні вони почали об'єднуватись з Радами робітничих і солдатських депутатів в Ради робітничих, солдатських і селянських депутатів.